# Scribd
Scribd é uma plataforma de compartilhamento de documentos (formatos PDF, PPT, RTF, XLS, ODF, ODG, além de arquivos do Word e Texto simples ). Os documentos podem ser livros eletrônicos, trabalhos de pesquisa, páginas da web e/ou apresentações de slides. 
O Scribd permite um conjunto diversificado de opções de gestão dos documentos partilhados, nomeadamente:
- a criação de colecções de documentos,
- visibilidade do documento pública/privada;
- conversão do formato de upload noutros formatos de download;
- comentários dos visitantes ao documento;
- licença de (re)utilização segundo o modelo Creative Commons.

O Scribd fornece um conjunto de estatísticas sobre os acessos (nº de visitas, acesso ao perfil dos visitantes) aos documentos que podem ser utilizados como elementos de gestão pelo despositário dos respectivos documentos, e fornece um sistema para construção de redes sociais baseado no conceito seguido/seguidor (followed/following). 
A conexão do Scribd a plataformas como o Twitter, Facebook, Bebo, Delicious, WordPress, etc., alarga substancialmente as capacidades de interacção e, consequentemente, a visibilidade dos documentos.